# Ouran High School Host Club
Ouran High School Host Club (яп. 桜蘭高校ホスト部, укр. Клуб побачень старшої школи «Оран») — манґа створена манґакою Хаторі Біско, яка розповідає про клуб побачень, створений учнями елітної старшої школи «Оран». Сюжет в основному комедійний, і відверто пародує яой та його жанрові шаблони, ігри — симулятори побачень (наприклад написи розміщено в характерних рамках), а також фантастичні описи життя сучасних багатіїв та закритих елітних шкіл, які часто зустрічається в яої та сьодзьо.
Манґа почала виходити 5 серпня 2003 року, в журналі Lala видавництва Hakusensha. У наш час випущено вісім томів манґи і випуск продовжується.
У 2006 році на каналі Animax почала транслюватися однойменна 26-серійна екранізація, створена студією BONES.
У 2003 році з'явилася 3-дискова радіопостановка за мотивами манґи. Радіопостановка доступна тільки японською.
19 квітня 2007 вийшла гра Ouran Host Club для платформи PlayStation 2. Розробник — Idea Factory. Гра продавалася тільки в Японії.

## Сюжет
Оранська старша школа — привілейований навчальний заклад. Там навчаються тільки діти найбагатших і найвпливовіших родин Японії, діти політиків і ділків великого бізнесу. У школі з одного боку найкращі в країні викладачів, а з іншого навчальна програма побудована так, щоб зайве не навантажувати багатих школярів. Завдяки такій турботі у них залишається багато вільного часу, який вони витрачають на свої вишукані захоплення.
Однією з прикрас Оранської школи, по праву вважається так званий «Клуб побачень», де багаті і красиві хлопці використовують свої природні здібності, щоб розважати таких же багатих і красивих дівчат, з певною вигодою для себе. Випадково в покинутий музичний клас, де базується цей клуб, потрапляє Харухі Фуджіока, рідкісний випадок простолюдина, що потрапив до школи завдяки своїм здібностям. Невдало зіштовхнувши з підставки розкішну вазу вартістю в 8 мільйонів єн, стипендіат Фуджіока опинився у фактичному рабстві у багатих красенів з «Клубу побачень». Відтепер, щоб відпрацювати свій борг, він повинен ходити в магазин, працювати прислугою, виконувати дрібні доручення і робити іншу чорну роботу в клубі до самого випуску.
Проте після того, як під окулярами типового «ботана» визнаний король клубу Тамакі Суо та його друзі зі здивуванням виявили симпатичне обличчя, у них з'явився інший план: зробити з Харухі нового члена клубу. Тамакі заявив, що пробачить весь борг Фуджіоці, якщо його вибере сотня клієнток. Не зважаючи на те що ця ідея не викликала у Харухі великого ентузіазму, у нього не залишалося іншого вибору окрім як погодитися на цю пропозицію.
Навчання практично не було потрібне, оскільки у Харухі виявилися природні здібності по залученню уваги учениць. Але була одна обставина, про яку не здогадувалися ні клієнтки клубу ні, попервах, Тамакі з друзями, — Фуджіока Харухі була дівчиною.

## Медіа

### Манґа
Манґа Ouran High School Host Club почала виходити 5 серпня 2003 року в японському журналі LaLa. Пізніше окремі розділи манґи були об'єднані та випущені у вигляді танкобону. У 2008 році компанія VIZ Media випустила манґу в Північній Америці у складі манґа-серії Shojo Beat.
Також манґа виходить в Індонезії, в Сінгапурі (англійською та китайською) у складі сьодзьо-серії Romantic Egoist.

### Аніме
5 квітня 2006 на японському телеканалі NTV відбулася прем'єра 26-серійного аніме Ouran High School Host Club. Режисер Іґараші Такуя, автор сценарію Енокідо Йоджі, дизайн персонажів Такахаші Куміко. Показ серіалу закінчився 26 вересня 2006 року. Аніме було ліцензовано для Північної Америки компанією FUNimation Entertainment та заплановано для показу в 2008 році.

#### Список серій аніме
1. From Today, You're a Host
2. A High School Host's Work
3. Be Very Careful With the Physical Examination
4. Attack of the Girl Manager
5. Twins' Quarrel
6. The Elementary School Host is a Rascal
7. SOS in the Jungle Pool
8. The Sun, the Beach, and the Host Club
9. The Challenge of Roberia Girls' School
10. The Daily Life of the Fujioka Household
11. Onii-chama is a Prince
12. Honey-senpai's Three Unsweet Days
13. Haruhi in Wonderland
14. Interview the Rumored Host Club
15. Karuizawa Eloquent Battle
16. Operation Haruhi and Hikaru's First Date
17. Kyouya's Unwilling Day Off
18. Chika-kun's 'Overthrow Hunny' Declaration
19. Roberia Girls' Academy Strikes Back
20. The Door Opened by the Twins
21. Until the Day when it Turns into a Pumpkin
22. The Desire to Apprentice to Mori-senpai
23. Tamaki's Unrealized Melancholy
24. And Kyoya Met
25. The Host Club's Declaration of Dissolution
26. This is Our Ouran Festival